# Hisamitsu Sadakatsu
Hisamitsu Sadakatsu (久松定胜, ,  1560 - 1 de maio de 1624) foi daimyō do início do período Edo da História do Japão, vassalo do clã Tokugawa. Foi meio-irmão de Tokugawa Ieyasu .
Devido à relação próxima com Ieyasu, os descendentes de Sadakatsu puderam usar o sobrenome Matsudaira. Alguns ramos dos Hisamitsu-Matsudaira podiam também utilizar o Mon (Brasão) dos Tokugawa, e serem formalmente reconhecidos como parentes dos Tokugawa (shinpan), em vez de serem simplesmente aliados fudai .
Em fevereiro de 1601, Sadakatsu, se tornou Daimyō de Kakegawa com renda de 35.000 koku . Em abril de 1607, foi transferido para o recém-criado Domínio de Fushimi , e entregou Kakegawa para seu filho Sadayuki, que governou até ser transferido para Domínio de Kuwana em 1617  .
| Precedido por Ninguém        | 1º Daimyō de Kakegawa (Hisamitsu-Matsudaira) 1601-1607 | Sucedido por Matsudaira Sadayuki |
| Precedido por Ninguém        | 1º Daimyō de Fushimi (Hisamitsu-Matsudaira) 1607-1616  | Sucedido por Naitō Nobumasa      |
| Precedido por Honda Tadamasa | 1º Daimyō de Kuwana (Hisamitsu-Matsudaira) 1616-1624   | Sucedido por Matsudaira Sadayuki |